# Fernando Gallo
Fernando Gallo (9 de febrero de 1980) es un futbolista argentino que juega como delantero. Actualmente juega para el Sonsonate Fútbol Club de la Primera División de El Salvador.

## Clubes
| Club                                  | País        | Año       |
| ------------------------------------- | ----------- | --------- |
| Club Sportivo Italiano                | Argentina   | 2000-2002 |
| Club Sport Alianza Atlético Sullana   | Perú        | 2003      |
| Club Social y Deportivo General Roca  | Argentina   | 2004      |
| Deportivo Maldonado S.A.D.            | Uruguay     | 2005      |
| Club Pumas de la UNAH                 | Honduras    | 2006      |
| Cobán Imperial                        | Guatemala   | 2007      |
| Club Social y Deportivo Suchitepéquez | Guatemala   | 2008      |
| Deportivo Jalapa                      | Guatemala   | 2009      |
| Xelajú Mario Camposeco                | Guatemala   | 2009-2010 |
| Deportivo Mictlán                     | Guatemala   | 2010      |
| Juventud Retalteca                    | Guatemala   | 2011      |
| Halcones Fútbol Club                  | Guatemala   | 2011-2012 |
| Universidad SC                        | Guatemala   | 2012-2014 |
| Halcones Fútbol Club                  | Guatemala   | 2014      |
| Deportivo Guastatoya                  | Guatemala   | 2015      |
| Sonsonate F.C.                        | El Salvador | 2015      |

- Datos: Q20983607